# Globos de Ouro 2017

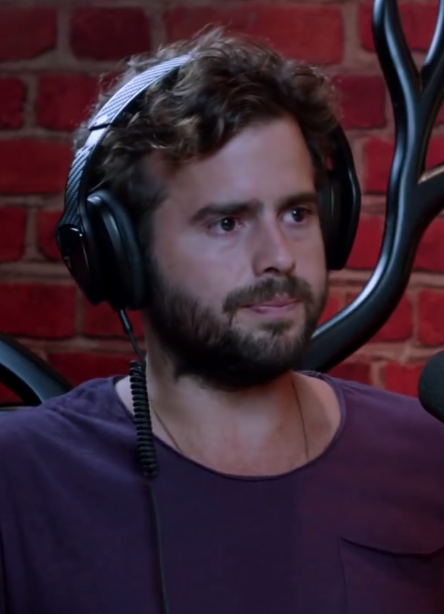
João Manzarra moderierte die Verleihungsgala

Die 22. Verleihung des Globo de Ouro fand am 21. Mai 2017 im Coliseu dos Recreios in Lissabon statt. Der Gala-Abend wurde von João Manzarra moderiert und vom mitveranstaltenden Fernsehsender SIC übertragen. João Manzarra führte das erste Mal durch die Gala, nachdem Bárbara Guimarães die Veranstaltung durchgehend seit 2006 moderiert hatte.
Den Globo de Ouro im Jahr 2017, für Leistungen im Jahr 2016, erhielten folgende Persönlichkeiten:

## Auszeichnungen nach Kategorien

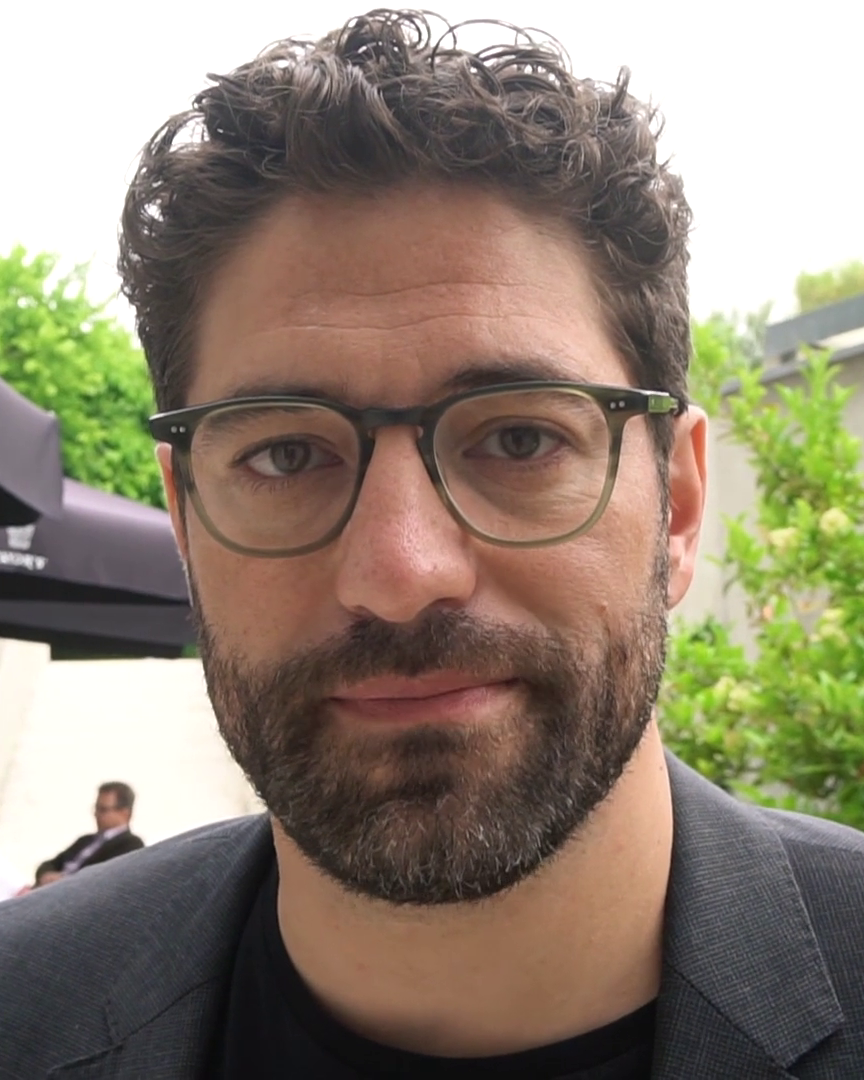
Nuno Lopes

### Kino
- Bester Film: Cartas da Guerra von Ivo M. Ferreira
- Beste Schauspielerin: Ana Padrão für Jogo de Damas (Regie: Patrícia Sequeira)
- Bester Schauspieler: Nuno Lopes für Posto Avançado do Progresso (Regie: Hugo Vieira da Silva)

### Theater
- Beste Schauspielerin: Isabel Abreu (in Um Diário de Preces)
- Bester Schauspieler: João Perry  (in O Pai)
- Beste Aufführung:  Música (Inszenierung von Luís Miguel Cintra)

### Sport
- Bester Sportlerin: Telma Monteiro
- Bester Sportler: Cristiano Ronaldo
- Bester Trainer: Fernando Santos

### Mode
- Bestes weibliches Model: Maria Clara
- Bestes männliches Model: Francisco Henriques
- Bester Designer: Luís Carvalho

### Musik
- Bester Einzelinterpret: HMB mit Carminho
- Beste Gruppe: Capitão Fausto
- Bestes Lied: O Amor é Assim – HMB mit Carminho

### Entdeckung des Jahres (Publikumspreis)
- Beatriz Frazão (Fernseh-Moderatorin)

### Lebenswerk
- Fernando Santos